# Rodyns'ke
Rodyns'ke  (in ucraino Родинське?; in russo Родинское?, Rodinskoe) è una città dell'Ucraina situata nella Oblast' di Donec'k. Situata sul Donbass, dista 60 chilometri da Donec'k, ha una popolazione di 1 500 abitanti.

## Popolazione
| 1989*  | 2001*  | 2005   | 2006   | 2007   | 2008   | 2009   | 2010   |
| ------ | ------ | ------ | ------ | ------ | ------ | ------ | ------ |
| 15 212 | 11 996 | 11 498 | 11 350 | 11 267 | 11 180 | 11 095 | 11 002 |